# 卢科维察市镇

卢科维察市镇於斯洛維尼亞的位置

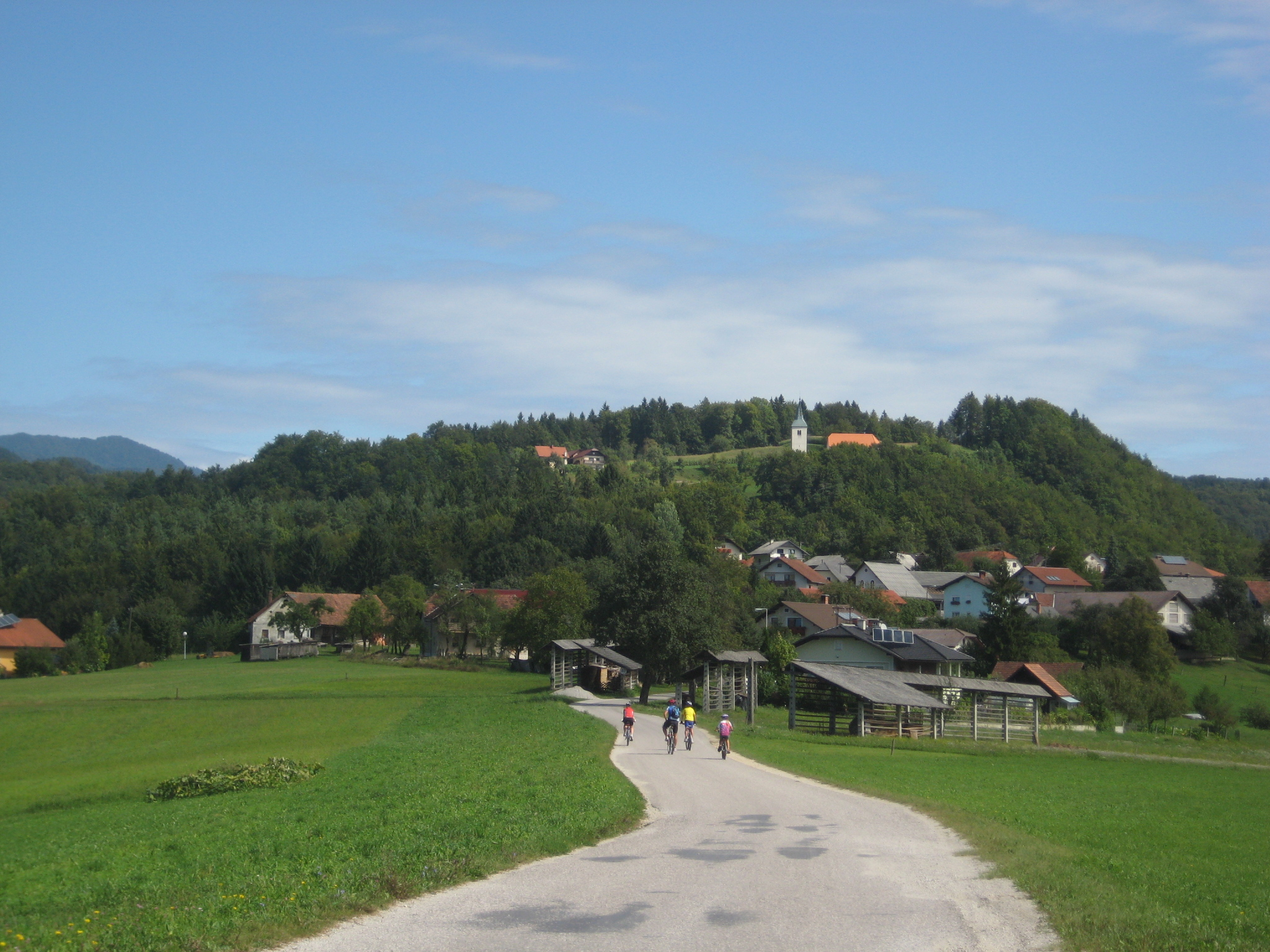
卢科维察

卢科维察市镇是斯洛文尼亞中部的一個市镇，行政中心為多姆扎萊附近盧科維察。面積74.9平方公里，2002年人口4972。人口密度約66人/km2。

## 外部連結
- 官方网站  （斯洛文尼亚文）
- Municipality of Lukovica on Geopedia（页面存档备份，存于）